# Viksjöfors
Viksjöfors is een Zweeds dorpje in de gemeente Ovanåker in het landschap Hälsingland en de provincie Gävleborgs län. In 2005 woonden er 278 mensen.
Viksjöfors ligt aan de river de Voxnan, die op dit punt is verbreed tot een meer.
Het dorp is bekend in de omgeving door een dansschool.